# Hällefors distrikt
Hällefors distrikt är ett distrikt i Hällefors kommun och Örebro län. Distriktet ligger omkring Hällefors i nordvästra Västmanland och gränsar till Värmland och Dalarna. 

## Tidigare administrativ tillhörighet
Distriktet inrättades 2016 och utgörs av en del av området Hällefors köping omfattade till 1971, delen som före 1950 utgjorde Hällefors socken.
Området motsvarar den omfattning Hällefors församling hade vid årsskiftet 1999/2000.

## Tätorter och småorter
I Hällefors distrikt finns en tätort men inga småorter.

### Tätorter
- Hällefors

### Övriga orter
- Sikfors